# Aktivitet (termodynamik)
 For alternative betydninger, se Aktivitet. (Se også artikler, som begynder med Aktivitet)
Aktivitet er et mål for den effektive koncentration af et stof i en opløsning. Aktiviteten kan være forskellig fra den reelle koncentration pga. vekselsvirkninger mellem de opløste stoffer og med solventet. Relationen mellem aktivitet {\displaystyle a_{c,i}} og stofmængdekoncentrationen {\displaystyle c_{i}} af et stof {\displaystyle {\mbox{A}}_{i}} er givet ved
{\displaystyle a_{c,i}=\gamma _{c,i}{\frac {c_{i}}{c^{\ominus }}}}
hvor {\displaystyle c^{\ominus }} er en standardkoncentration, og {\displaystyle \gamma _{c,i}} er den enhedsløse aktivitetskoefficient. Det ses, at aktivitet også er enhedsløst. Beregninger, hvor man normalt ville bruge koncentration, bliver mere præcise, hvis aktivitet anvendes. Når aktivitetskoefficienten er 1, kan den almindelige koncentration dog benyttes. Opløsningen kaldes da for ideel.

## Misvisende relation
En hyppigt brugt, men misvisende, relation er:
{\displaystyle \{{\mbox{A}}_{i}\}=\gamma _{\text{i}}[{\mbox{A}}_{i}]}
hvor hvor {\displaystyle \{{\mbox{A}}_{i}\}} er aktiviteten, {\displaystyle [{\mbox{A}}_{i}]} er koncentrationen, og {\displaystyle \gamma _{i}} er aktivitetskoefficienten. Denne relation formidler, at aktivitet er en effektiv koncentration, men giver fejlagtigt også samme enhed som koncentration.